# Файрдрейк
 Файрдрейк  (англ.  Firedrake Lake) — озеро в Северо-Западных территориях в Канаде.

## География
Озеро расположено в юго-восточной части территории, севернее озера Уолдайа. Сток в реку Дубонт, являющуюся правым притоком реки Телон (бассейн Гудзонова залива).